# Demirel
Demirel (din turcă demir „fier” + el „mână”) este un nume turcesc.

## Personalități
- Bektaș Demirel (born 1976), Turkish judoka
- Hakan Demirel (born 1986), Turkish basketball player
- Mithat Demirel (born 1978), Turkish-German basketball player
- Serdar Demirel (born 1983), Turkish sport shooter
- Süleyman Demirel (1924-2015), premier și președinte al Turciei
- Volkan Demirel (n. 1981), fotbalist turc
- Yeșim Demirel (born 1990), Turkish-German women's footballer
- Çağlar Demirel (born 1969), Kurdish politician from Turkey